# Polynoe fumigata
Polynoe fumigata är en ringmaskart som beskrevs av Grube 1868. Polynoe fumigata ingår i släktet Polynoe och familjen Polynoidae. Inga underarter finns listade i Catalogue of Life.